# Королевские мушкетёры
«Королевские мушкетёры» (фр. Mousquetaires du Roi) — простонародное и литературное название гвардейских подразделений, в составе гвардии французских королей в 1622—1775 годах, получившее популярность благодаря роману Александра Дюма (отца) «Три мушкетёра».
С 1622 по 1629 года носили название: Мушкетёры гвардии короля Франции (фр. Mousquetaires de la Garde du Roi de France). С 1629 по 1671 года носили название Рота мушкетёров гвардии короля Франции (фр. Compagnie des Mousquetaires de la Garde du Roi de France), С 1671 по 1775 года носили название Мушкетёры военного дома короля Франции (фр. Mousquetaires de la Maison Militaire du Roi de France) в составе «Красного дома» (фр. Maison rouge) который относился к Страже вне Лувра (фр. Garde du dehors du Louvre), что означало «вне дворца», без привязки к его названию.
Изначально, часть солдат Роты лёгких всадников гвардии короля Франции (фр. Chevau-léger de la Garde du Roi de France), вооруженных мушкетами с фитильными замками, для возможности при спешивании вести стрелковый бой не только против вражеской кавалерии, но и на дистанциях губительных для вражеской пехоты. В дальнейшем переформированы в самостоятельную роту (фр. compagnie). С перевооружением Рот мушкетёров гвардии на мушкетоны (карабины) с ударно-кремнёвыми замками они преобразуется в классическую гвардейскую тяжёлую кавалерию — драгун или кирасир, в зависимости от наличия надетых кирас.

## Предыстория и причины появления конных мушкетёров
В 1574 году молодой король Наварры Генрих III (будущий король Франции Генрих IV) из верных ему дворян, создает Роту лёгких всадников короля Наварры (фр. chevau-légers), которые по своему вооружению и подобию напоминают испанских конных бандитов — карабинеров (исп. carabiniers или фр. carabinier), всего на пару лет опережая создание подобного отряда в Испании. В связи с этим именно Генриху IV (III) приписывают изобретение этого вида кавалерии и карабина.
Этот отряд лёгких всадников существовал до 15 декабря 1593, когда Генрих IV (III) уже став королем Франции и Наварры распускает этот отряд, но опыт использования и название которого будет использовано почти десятилетие спустя.
В 1602 году Генрих IV (III) создаёт гвардию 18-го Дофина Франции и Наварры Луи (будущего Людовика XIII (II)) в составе двух кавалерийских рот по 100 человек в каждой. Роты мало чем отличаются друг от друга по вооружению и защитному снаряжению — они вооружены лёгкими аркебузами (карабинами) и пистолетами с колесцовыми замками, а в качестве защиты носят кирасы. По сути обе роты являются кирасирами. В качестве отличительного знака гвардии дофина приняты плащи красного цвета — цветов Наварры и Беарна. Главным отличием между этих рот является их элитарность и престижность, которая и будет отражена в их названии. Так более элитная рота в гвардии дофина Луи будет названа Ротой жандармов в честь Жандармов ордонансовых рот (фр. compagnies d’ordonnance), а менее престижная рота назовется Ротой лёгких всадников (фр. chevau-légers) в честь отряда расформированного в 1593 году. По уже сложившейся традиции во французской гвардии — командиром (капитаном) рот являлся сам дофин, а его заместитель (капитан-лейтенант).
17 октября 1610 происходит коронация Луи как короля Франции — Людовика XIII и как короля Наварры — Людовика II. Указом от 29 апреля 1611 г. молодой монарх присоединяет эти две роты гвардии дофина к кавалерии королевской гвардии взамен двух из четырёх рот Обычных дворян (фр. Gentilshommes ordinaires), более известных как Дворяне вороньего клюва (фр. Gentilshommes à bec de corbin).
Именно эти две конные роты — Рота жандармов и Рота лёгких всадников из бывшей гвардии 18-го Дофина Франции, а также сформированный Людовиком XIII (II) в 1616 году Полк швейцарской гвардии (Swiss Guardsà) лягут в основу Красного дома (фр. Maison rouge) созданного Людовиком XIV в 1671 году Военного дома короля Франции или как её ещё называли Гвардии вне Лувра (фр. Garde du dehors du Louvre), по традиции называя резиденцию короля «Лувром», хотя физически она уже находилась в Версале.
В 1617 году на юге Франции в провинции Беарн происходят события, которые перетекут в три Гугенотских восстания в Гаскони и три военных карательных операции королевских войск, против непокорной провинции на протяжении 1621—1628 годов, в которых королевская гвардия примет непосредственное участие и благодаря противостоянию с гасконцами-гугенотами на плащах конной королевской гвардии появятся знаменитые белые «греческие» кресты, как символ католиков.
В результате первого противостоянии 1621—1622 года между королевскими конными стрелками с гасконцами выявилась слабость конников вооружённых аркебузами (карабинами) с колесцовыми замками и калибром до 18 мм, против пеших мушкетёров вооружённых дальнобойными мушкетами с фитильными замками и калибром от 21 мм — всадники попадали под убийственный огонь вражеских мушкетёров не имея возможности самим вести действенный огонь.
Именно тогда вспоминается опыт маршала Бриссака, который в ходе итальянской войны (1551—1559) посадил своих мушкетёров для мобильности на коней.

## Мушкетёры гвардии короля при Людовике XIII (1622 −1643 гг.)
В 1622 году в составе Роты лёгких всадников появляется группа конных мушкетёров из 60 солдат вооружённых мушкетами (двойными аркебузами), которые для ведения огня из мушкетов должны были спешиваться. Эту группу солдат начинают называть Мушкетёры гвардии короля Франции (фр. Mousquetaires de la Garde du Roi de France), а командовать ими назначают лейтенанта Роты лёгких всадников Жана де Берар, шевалье де Монтале, которого в 1627 году на этом посту сменяет его племянник Эркюль Луи де Берар де Mонтале Витри, при котором в 1629 году конные мушкетёры гвардии выделяются в собственную роту и получают название Рота мушкетёров гвардии короля Франции (фр. Compagnie des Mousquetaires de la Garde du Roi de France), а их командир становится первым капитан-лейтенантом этой роты.
Рота мушкетёров гвардии при своем формировании насчитывала всего 100 рядовых мушкетёров, капитана-лейтенанта (помощник капитана), су-лейтенант (второй лейтенант), энсин (прапорщик), маршал материально-технического обеспечения и два бригадира.
К этому времени мушкетёры гвардии успевают покрыть себя славой при осаде Мартен-де-Ре в 1627 году, при осаде Ла-Рошели в 1628 году и штурме баррикад, блокировавших Па-де-Сюз, в 1629 году.
1629 год очень знаковый для Мушкетёров гвардии по многим причинам. Во-первых, образование собственной роты. Во-вторых, получение тех же привилегий, которые имелись у Роты жандармов и теперь солдаты роты за выслугу лет получают дворянство. В-третьих, Рота мушкетёров гвардии получает право сопровождать кортеж короля сразу же за дежурной ротой гвардейцев-телохранителей — Стражей тела короля (фр. Garde du corps du roi) и носить в этих случаях знаменитый синий плащ-казак, известный как «плащ мушкетёра». К тому же, в 1629 году король распускают две последние роты Дворян вороньего клюва, вследствие чего Рота мушкетёров гвардии становится одной из трех рот внешнего сопровождения. В-четвёртых, у мушкетёров появляется «второй номер» в виде слуги-оруженосца, в задачу которого входит обязанность возить мушкет, когда мушкетёр выступает в роли всадника и забирать коня, когда мушкетёр выступает в роли мушкетёра и таким образом мушкетёры гвардии перестают быть просто пехотой на конях.

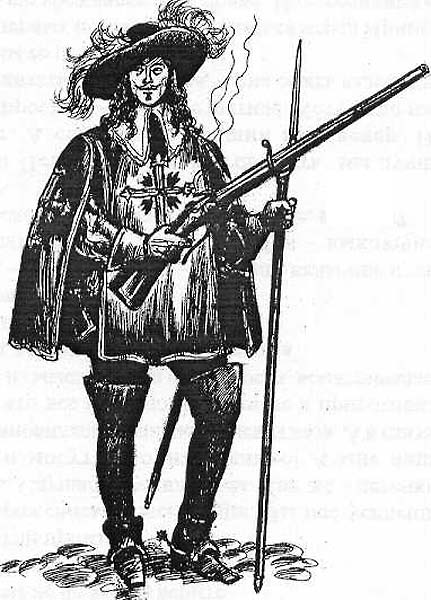
Королевский мушкетёр около 1660 г.

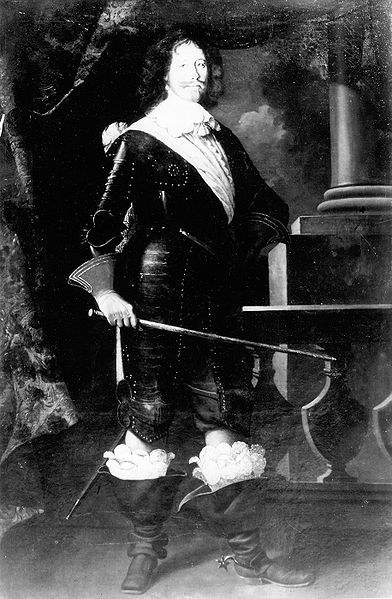
Граф де Тревиль

В 1632 году первый капитан-лейтенант Роты мушкетёров Эркюль Луи де Берар де Mонтале Витри, получает ранение и покидает свой пост, а на его место назначается камергер короля Жан де Вьейшастель, сеньор де Монталан, который командует мушкетёрами до 1634 года.
1634 год станет следующим знаковым годом для Мушкетёров гвардии короля. Во-первых, указом короля от 3 октября 1634 года, капитан-лейтенантом Роты мушкетёров гвардии становится один из самых известных командиров этой роты — Жан-Арман дю Пейре, шевалье де Труавиль (с 1643 года граф де Труавиль). Этот незаурядный беарнец, родом из разбогатевших мещан, смог не только попасть в гвардию короля, благодаря своим подвигам в Гаскони в 1625 году при  осаде Сент-Антонена и осаде Монпелье, но и выжить после опалы кардинала Франции герцога Ришелье и даже получить графский титул. Во-вторых, при нём рота увеличивается до 250 человек и Мушкетёры гвардии становятся единственной ротой сопровождающей кортежи короля и королевы. Две другие конные роты гвардии — Рота жандармов и Рота лёгких всадников будут привлекаться для сопровождения других членов королевской семьи и первых лиц государства и в первую очередь главу правительства и с 1629 года Лейтенанта короля Франции (должность лица замещающего короля, что даёт ему право выступать от имени короля) кардинала Ришелье.
С 1634 по 1646 года только гвардейские мушкетёры будут носить знаменитый короткий лазоревый плащ с серебряными галунами и нашитыми на него спереди, сзади и на боковых лопастях белыми «греческими» крестами, которые изготавливались из бархата, имели золотые королевские лилии на концах и алые трилистники на перекрестьях. С этого же года мушкетёрам гвардии полагался конь белой масти (королевского цвета), либо белый в серых яблоках, отчего в дальнейшем эта рота получит название «серые мушкетёры».
Снаряжение мушкетёра, кроме коня, карабина и мушкета с сошкой, составляла длинная шпага (рапира), палаш (для конного боя), пара пистолетов, дага (кинжал для левой руки) и перевязь (берендейка) буйволовой кожи с крепившимися к ней патронами, пороховницей, мешочком для пуль и фитилями; с появлением багинета в набор вошёл и он. При этом карабины и мушкеты выдавались от казны, прочее же вооружение и снаряжение, коня и (также обязательного для военных нужд) слугу-оруженосца мушкетёр должен был приобретать сам.
В последний год правления Людовика XIII (II) (1643 г.) в Роте де Тревиля начинают появляться его земляки беарнцы, в первую очередь его родственники, трое из которых стали прототипами героев романа «Три мушкетёра» — Атоса, Портоса и Арамиса.

## Мушкетёры гвардии короля в первой половине царствования Людовика XIV (1643—1671 гг.)
Во время правления Людовика XIV гвардия короля Франции или как её называют во Франции «Гвардия Старого режима», пережила свой расцвет. Но этому предшествовал роспуск этой роты в 1646 году.

### Роспуск и восстановление роты мушкетёров гвардии c 1646 по 1657 гг.
На момент смерти Людовика XIII его сыну было всего 4 года и Франция вступает в непростое время. Со смертью Людовика XIII мушкетёры гвардии не только лишились высокого покровительства, но и неоднозначная фигура их капитан-лейтенанта де Тревиля, с одной стороны, преданного прежнему королю, но с другой, погрязшему в разного рода интригах, не нужна при дворе. В 1643 году кардинал Мазарини восстанавливает одну из распущенных в 1629 году рот Дворян вороньего клюва и рота Мушкетеров гвардии утрачивает своё значение. Не смотря на то, что Анна Австрийская возводит де Тревиля в графское достоинство, однако новоиспеченный граф не занимает сторону королевы-матери и первого министра-кардинала.
Заигрывания с де Тревилем заканчиваются через три года в 1646 году, когда Мазарини восстанавливает вторую роту Обычных дворян, после чего распускает роту гвардейских мушкетеров, отправляя при этом де Тревиля в отставку, мотивируя это решение экономией средств.  Несмотря на своё громкое название роты Дворян вороньего клюва комплектовались из обычных мещан и обходились казне гораздо дешевле гвардейских мушкетёров.
Рота мушкетёров гвардии будет восстановлена только через три года после коронации Людовика XIV в 1657 году в основном из рот Дворян вороньего клюва и будет возглавлена двумя выдающимися дворянами своего времени -  первым лейтенантом (капитан-лейтенантом) роты король назначит одного из племянников Мазарини —  Филиппа Жюльена Манчини, младшего брата своего преданного друга, капитан-лейтенанта легких всадников и лейтенант-полковника Морского полка (бывший полк кардинала-герцога)  Поля Манчини. Вторым лейтенантом (су-лейтенантом)  роты король по совету кардинала Мазарини назначает выходца из ещё недавно бунтующей Гаскони, Шарля де Бац де Кастельмор, шевалье д’Артаньяна (будущего графа де Кастельмор).
При своём восстановлении Рота мушкетёров гвардии имела штат в 120 гвардейцев, которыми командовали:
первый лейтенант роты (капитан-лейтенант).
второй лейтенант роты (су-лейтенант).
офицер командующий знаменной группой и отвечающий за флаг роты (энсин). В гвардейских ротах не зависимо от принадлежности к пехоте, жандармам или легкой кавалерии за знамя отвечал энсин.
двух магистров лож (бригадиров).
двух су-магистров лож (под-бригадиров).

### Рота мушкетёров гвардии под командованием Филиппа Жюльена Манчини, шевалье д’Артаньяна и Луи де Форбена с 1657 по 1671 года.

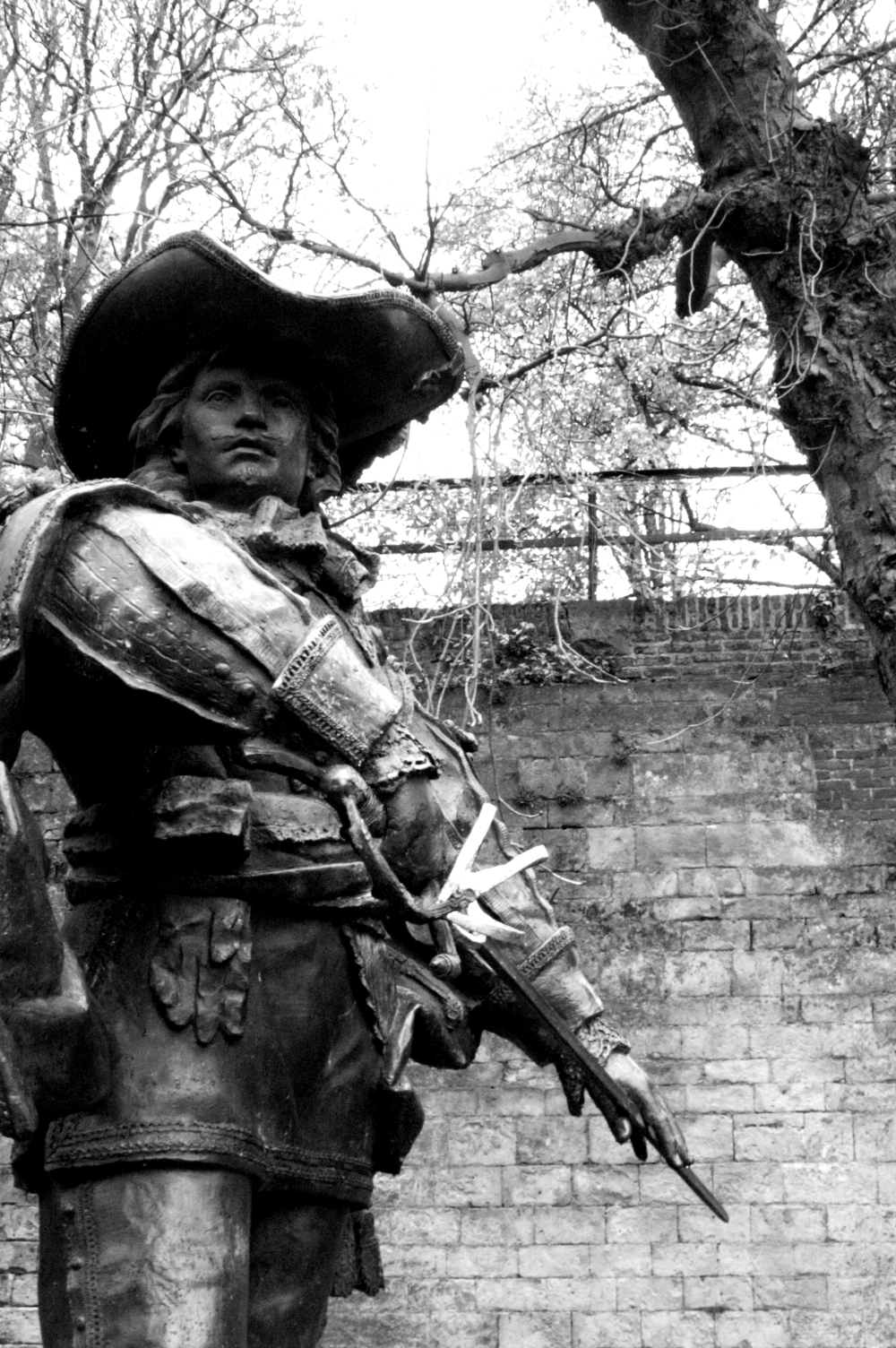
Памятник д’Артаньяну в Маастрихте

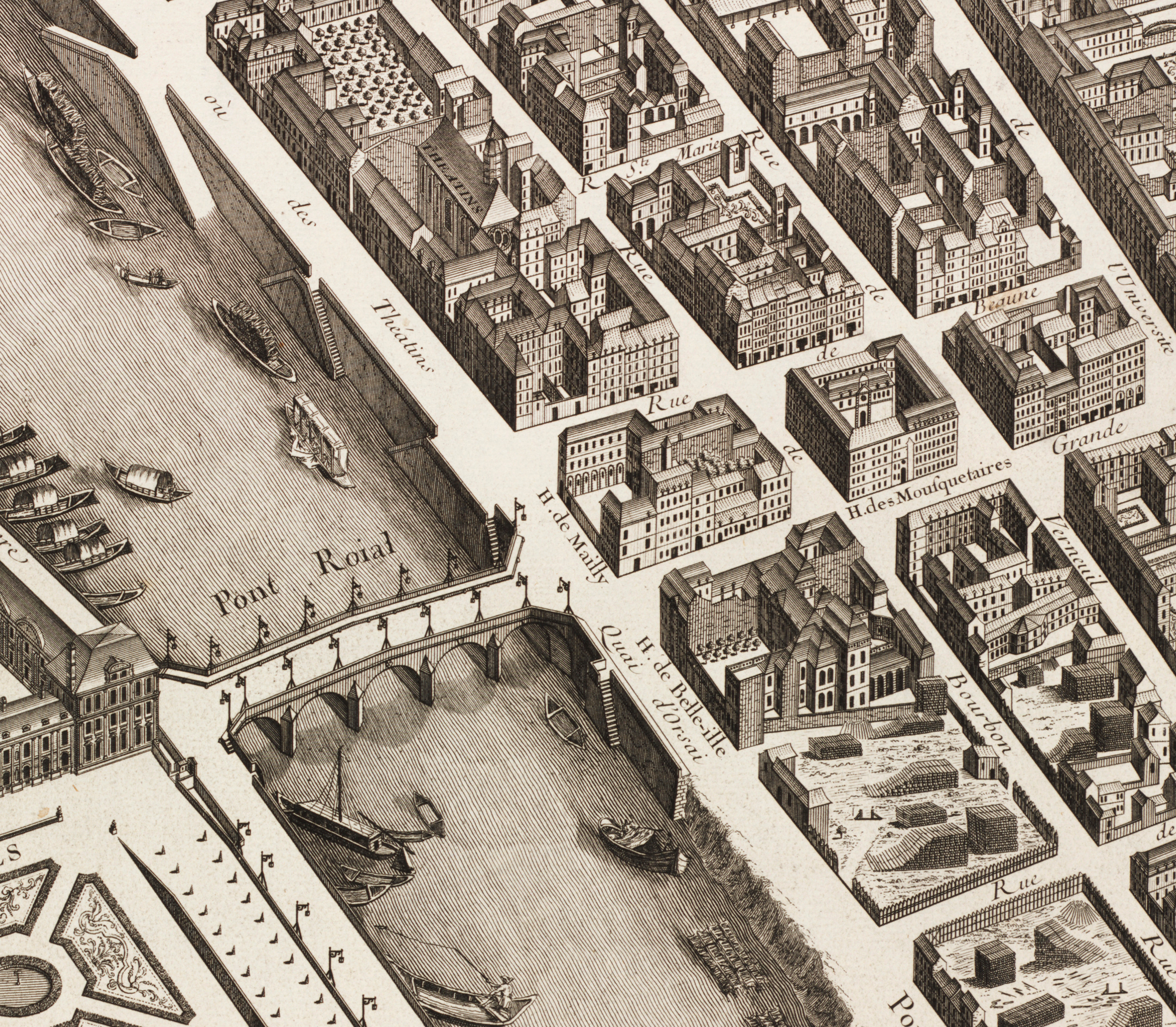
Отель серых мушкетёров на улице Бак (фр.), напротив дворца Тюильри, 1739 год (План Тюрго)

Под командованием Филиппа Жюльена Манчини и знаменитого шевалье д’Артаньяна, в организации этой гвардейской роты произошло множество качественных изменений. К концу его командования ротой в 1667 году, численность роты увеличилась вдвое (штат роты был определён в 250 человек, а в какой-то момент она составляла даже 330 человек). К двум первоначально существующим бригадам (взводам) добавилось ещё две. Каждой бригадой командовал бригадир у которого в помощниках находился суб-бригадир.
В отличие от мушкетёров Людовика XIII, которые проживали на съёмных квартирах, мушкетёры Людовика XIV обзавелись собственной штаб-квартирой, в качестве которой выступала специально построенная казарма на улице Бак (фр.), в Сен-Жерменском предместье, буквально через мост от резиденции короля — известная среди парижан как «Отель Мушкетёров». «Отель» представлял собой комплекс зданий из двух трёхэтажных корпусов, между которыми располагался обширный двор, где находилась коновязь.

Рота стала совершенно самостоятельным подразделением гвардии со своим казначеем, священником, аптекарем, хирургом, шорником, оружейником и музыкантами.

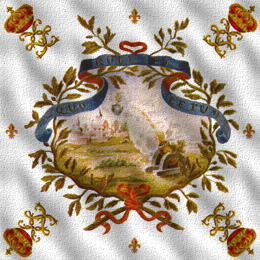
Знамя 1-й роты королевских мушкетёров

В 1658 году Рота получает знаменитый штандарт с изображением бомбы, вылетающей из мортиры и падающей на вражеский город и девизом: «Quo ruit et letum» — «Куда падает, там и смерть».
В 1661 года, в связи с появлением в гвардии короля второй роты мушкетёров, Рота мушкетёров гвардии короля Франции меняет своё название на I Роту мушкетёров гвардии короля Франции и до 1663 года будет неофициально называться «большие мушкетёры», а с 1663 года, в связи с получением второй ротой коней чёрной масти, рота будет именоваться «серыми мушкетёрами» из-за белых в серое яблоко коней.
В 1665 году в роте мушкетёров гвардии появляется должность лейтенанта роты, которая становится должностью второго лейтенанта, а су-лейтенант становится третьим лейтенантом роты. И шевалье д’Артаньян, который в этом же году получает титул графа де Кастельмор становится лейтенантом роты мушкетеров гвардии. Что интересно в следующем, 1666 году в I Роту мушкетёров гвардии поступает двоюродный брат знаменитого командира «серых мушкетёров» — Пьер де Монтескью, граф д’Артаньян, будущий маршал Франции и граф де Монтескью, а вот их третий кузен — Жозеф де Монтескью, шевалье д’Артаньян (будущий граф д’Артаньян), который в будущем возглавит эту роту, вопреки многим ошибочным утверждениям, поступит в роту только в 1668 году.
В 1667 году после перевода королем Филиппа-Жульена Манчини, герцога Неверского с должности капитан-лейтенанта роты мушкетеров и лейтенант-полковника Морского полка на должность лейтенант-полковника Королевского полка (фр.), на освободившуюся должность капитан-лейтенанта роты назначают шевалье д’Артаньяна, графа де Кастельмор и под его командованием рота проявляет себя при взятии города Лилля, после чего король назначает графа де Кастельмор губернатором города Лилля, а капитан-лейтенантом роты назначает Луи де Форбена (по прозвищу бальи де Форбен), при котором в 1671 году I Рота мушкетёров гвардии короля Франции, вновь поменяет своё название, но теперь в связи с организацией Военного дома короля Франции и будет именоваться I Ротой мушкетёров военного дома короля Франции.
В 1671 году к имеющемуся штандарту, рота получает знамя в связи с этим в штат роты были введены должности знаменщика (porte-drapeau), а в 1675 году штандартоносца (porte-étendard), а энсин становится четвёртым лейтенантом роты.
С перевооружением на мушкетоны (англ., фр. mousqueton — карабины с ударно-кремниевыми замками) Мушкетёры военного дома короля Франции преобразуется, в зависимости от надетых или нет кирас, в классическую тяжёлую кавалерию — драгун или кирасир, способных вести бой как в конном, так и пешем порядке и при этом ещё выполнять роль кавалергардов. А мушкеты с фитильными замками используются только во время церемоний как дань традиции.
В связи с образованием в 1671 году Военного дома короля Франции, в котором гвардия была приведена к единой организации рот и переорганизована в два корпуса или «Дома»: корпус внутренней стражи получил название «Синего дома» и корпус стражи вне дворца, который получил название «Красного дома». При этом обе роты мушкетёров Военного дома короля Франции вместе с другими гвардейскими конными ротами — Ротой жандармов, Ротой лёгких всадников и двумя восстановленными ротами Дворян вороньего клюва (I рота 1646—1725 гг. и II рота 1643—1688 гг.) и двумя гвардейскими пехотными полками Полком Французской гвардии и Полком Швейцарской гвардии — вошли в корпус стражи вне дворца.

### Организация II Роты мушкетёров гвардии короля Франции

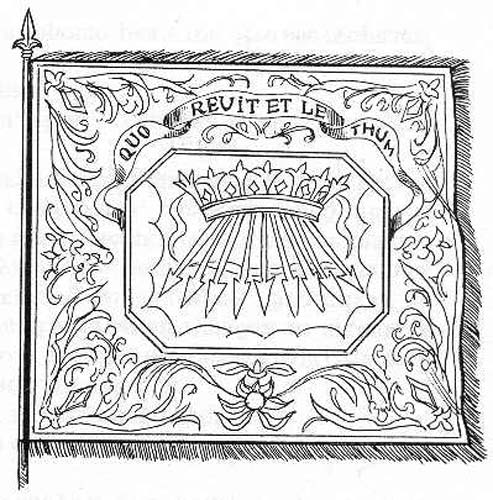
Знамя 2-й роты королевских мушкетёров

Как и история Полка Французской гвардии, которая на прямую связана с фамилией герцога Ришелье (Полк Ришелье 1551 года, гвардия Ришелье — Великого Прево Парижа и отца «красного герцога»), так и история II Роты мушкетёров гвардии короля Франции напрямую связана с фамилией другого первого министра и кардинала Франции Мазарини.
Мазарини продолжил дело своего предшественника создавшего 15 полков Французской армии и тоже создал несколько полков.
Считается что Мазарини в 1660 году передаёт Людовику XIV пехотную роту одного из полков своего подчинения как свадебный подарок на его свадьбу с испанской инфантой Марией Терезией, которая состоялась 9 июня 1660 года которая и стала II Роты мушкетёров гвардии короля Франции.

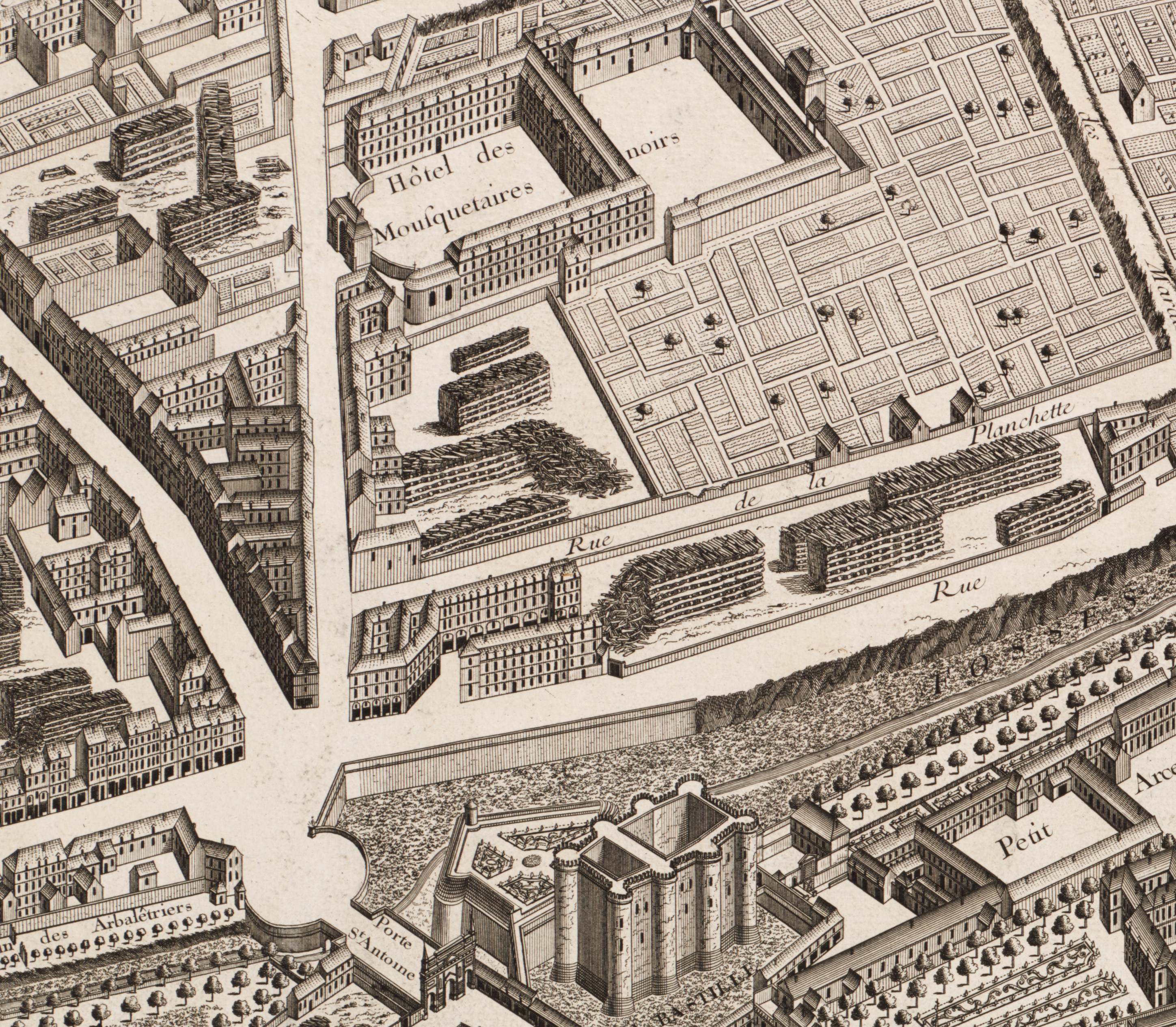
Отель Черных мушкетёров возле Бастилии 1739 года (План Тюрго)

К сожалению абсолютно точных данных, какая именно Compagnie mestre de camp и именно какого из перечисленных пехотных полков была передана кардиналом Мазарини Людовику XIV не известно, кроме того, что это были пешие мушкетёры в количестве 60 солдат
Когда они вошли в гвардию короля Франции, их численный состав резко контрастировал с 250 мушкетёрами I Рота мушкетёров и именно тогда эта рота получает название «малых мушкетёров» в противоположность первой, конной роте «больших мушкетёров». И первое время рота несёт внешнюю охрану резиденции короля, пока в 1663 году не получает коней чёрной масти из-за которых начинает называться «чёрные мушкетёры». И в этом же году проходит рота боевое крещение в Лотарингии.
II рота мушкетёров при своём образовании получила штандарт с изображением двенадцати оперённых дротиков остриём книзу и девизом: «Alterius Jovis altera tela» («Такой же Юпитер, такие же стрелы»).
В 1665 году капитан-лейтенантом роты назначается Эдуар Франсуа Кольбер, граф де Молеврие — брат всемогущего генерального контролера финансов Жана-Батиста Кольбера, под командованием которого рота в 1667 году вместе с первой ротой участвует в штурме Лилля.
В 1671 году вторая рота вместе с первой ротой входит в состав корпуса внешней стражи «военного дома короля Франции» и в соответствии с новыми правилами получает единую структуру гвардейских рот и относится к «красным ротам» (фр. Compagnies rouges). При этом командиром-шефом (полковником и капитаном) всех гвардейских рот и полков по традиции является сам король.
Казарма II Роты мушкетёров была расположена на улице Шаратон в Сент-Антуанском предместье, рядом с главной квартирой короля. Высокое покровительство на какое-то время привело к тому, что вторая рота стала казаться дворянам более престижной, чем первая; это имело следствием вражду между мушкетёрами обеих рот и постоянное состязание в роскоши, получившее прозвание «войны кружев».

## Мушкетёры во вторую половину царствования Людовика XIV

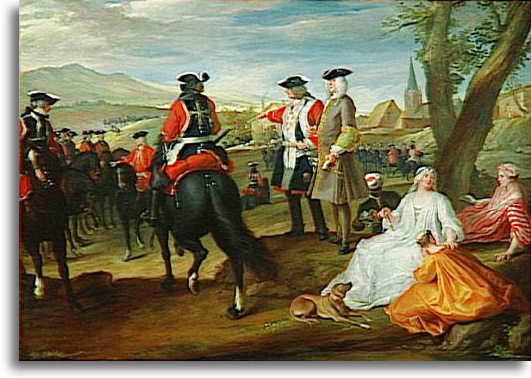
Смотр чёрных мушкетёров в Саблонской долине. Картина Робера Поля Понсе Антуана, 1729

После осады Маастрихта в 1673 году (в ходе которой погиб д’Артаньян) мушкетёрам были присвоены золотые (для первой роты) или серебряные (для второй роты) галуны; в 1677 году присвоен красный мундир соответственно с золотыми или серебряными галунами. Ботфорты полагались чёрной кожи, шляпа — чёрная с белыми перьями. Голубые плащи-казакины были заменены в 1688 году на голубые же супервесты (безрукавная одежда). К концу царствования Людовика XIV каждая рота имела по штату 250 рядовых, капитан-лейтенанта, 2 сублейтенантов, 2 ансэней, 2 корнетов, 2 aide majors (буквально «старший помощник», низший офицер), 8 вахмистров, 4 бригадиров, 16 суббригадиров, 1 знаменщика, 1 штандартоносца, 1 comissaire a la conduire, 1 священника, 1 фурьера, 9 хирургов, 1 аптекаря, 1 кузнеца, 1 седельщика и 3 казначеев. Обязанности майора в роте как правило выполнял её командир, хотя теоретически их могли выполнять и другие офицеры.
После образования Военного дома короля Франции и объединения в него всей королевской гвардии королевские мушкетёры получают новую форму: кафтаны и треуголки. Несмотря на то, что в 1660 году появляется французский кремневый (батарейный или настоящий) замок, Людовик запрещает мушкетёрам использовать его в карабинах и мушкетах. Королевские мушкетёры только в 1690 году перевооружаются мушкетонами (карабины с ударно-кремневым замком). Они теряют функцию мобильной пехоты и вновь становятся исключительно кавалерией. Старинные же мушкеты используют только в церемониальных целях. К этому моменту они заменяют собой «Дворян вороньего клюва».

## Королевские мушкетёры при Людовике XV

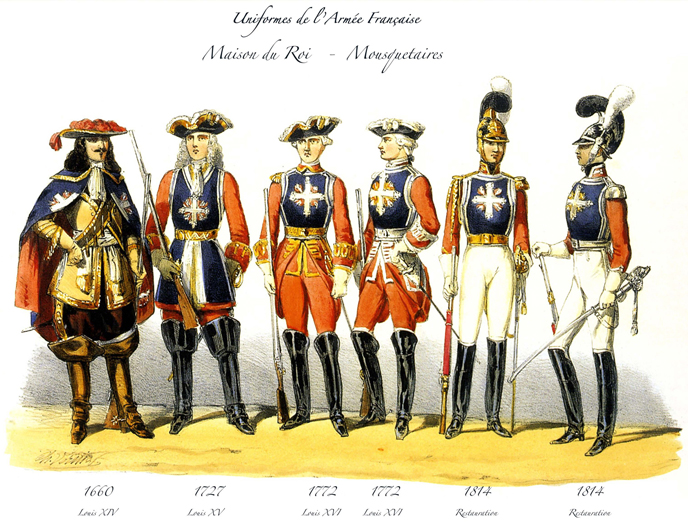
Униформа королевских мушкетёров в 1660—1814 годах

1 марта 1718 года был издан королевский ордонанс, по которому капитан-лейтенанты рот мушкетёров (и вообще гвардейских рот) приравнивались к полковникам армии, и другие гвардейские чины соответственно приравнивались к более высоким чинам армии. В 1746 году королевские мушкетёры в последний раз участвовали в сражении (в битве при Фонтенуа). В конце царствования Людовика XV (1774) королевские мушкетёры насчитывали 454 человека; сразу же после его смерти они были упразднены из соображений финансовой экономии, в ходе начавшейся военной реформы (15 декабря 1775 года).

## Попытки восстановления и окончательный роспуск королевских мушкетёров
Впоследствии делались две кратковременные попытки восстановить эту часть: в 1789 году (распущена после падения монархии, в ноябре 1792) и в начале Реставрации, 6 июля 1814 года. Однако мушкетёры, вновь набранные из эмигрантов и вообще наиболее воинственных легитимистов (прежде всего бывших солдат принца Конде и вандейских повстанцев), были окружены в армии, состоявшей из наполеоновских ветеранов, такой всеобщей ненавистью, что это встревожило и Людовика XVIII. С 1 января 1816 года королевские мушкетёры были упразднены окончательно.

## Галерея

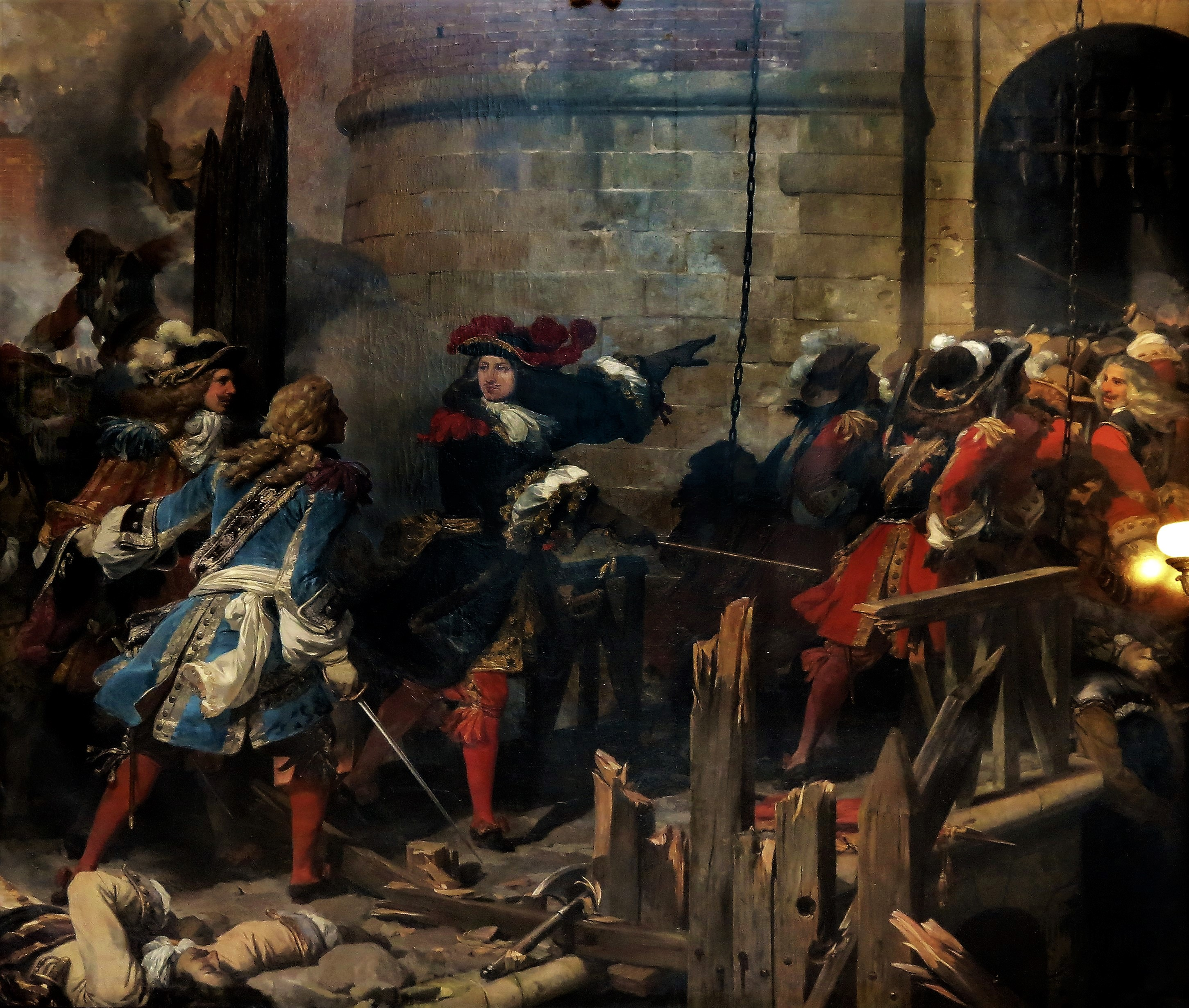
Штурм Валансьена (1677). Мушкетёры (справа) входят в ворота. Художник — Жан Ало (XIX век)
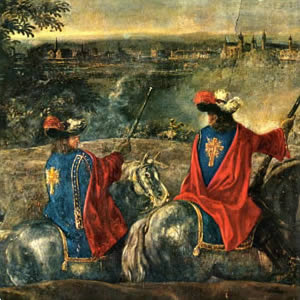
Мушкетёры при взятии Гента (1678). Фрагмент картины Жозефа Парроселя (современника событий)
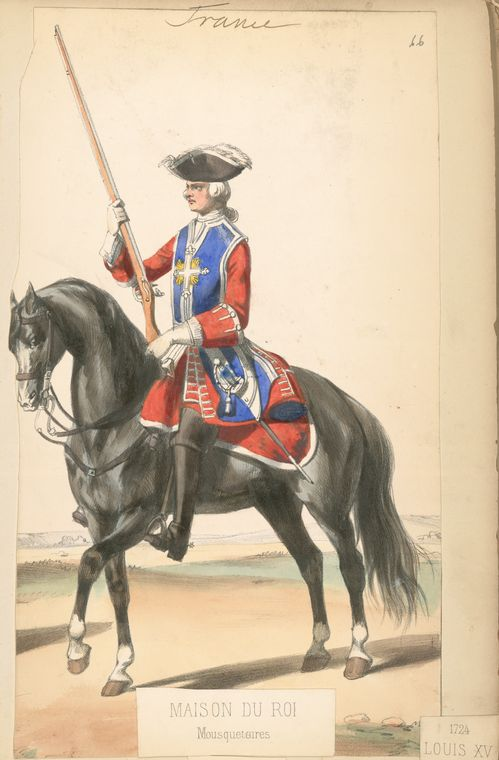
Королевский мушкетёр в 1724 году. Иллюстрация XIX век.
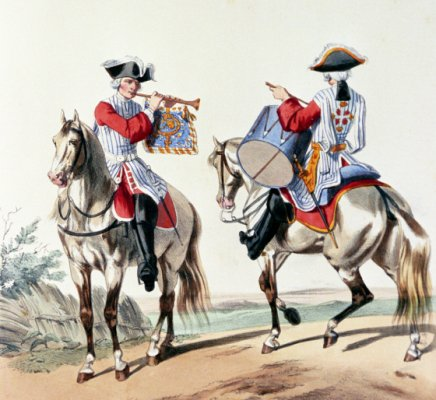
Гобоист 2-й роты и барабанщик 1-й роты королевских мушкетёров, 1724. Иллюстрация из книги Альфреда де Марбо (1854).
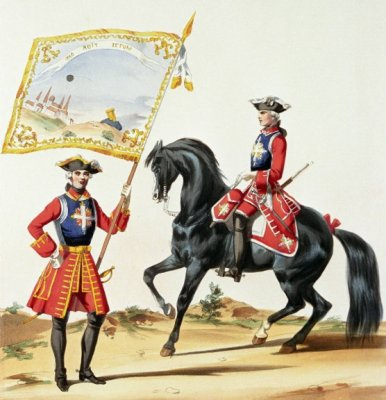
Знаменосец серых мушкетёров и чёрный мушкетёр 1745.  Иллюстрация из книги Альфреда де Марбо (1854).
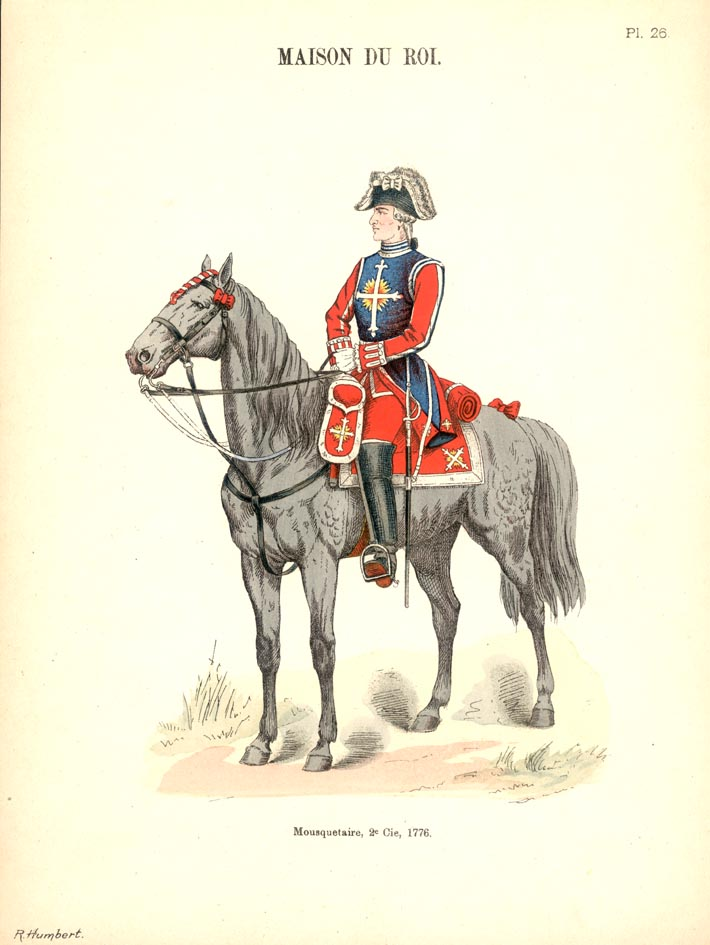
Мушкетёр 2-й роты, 1776.
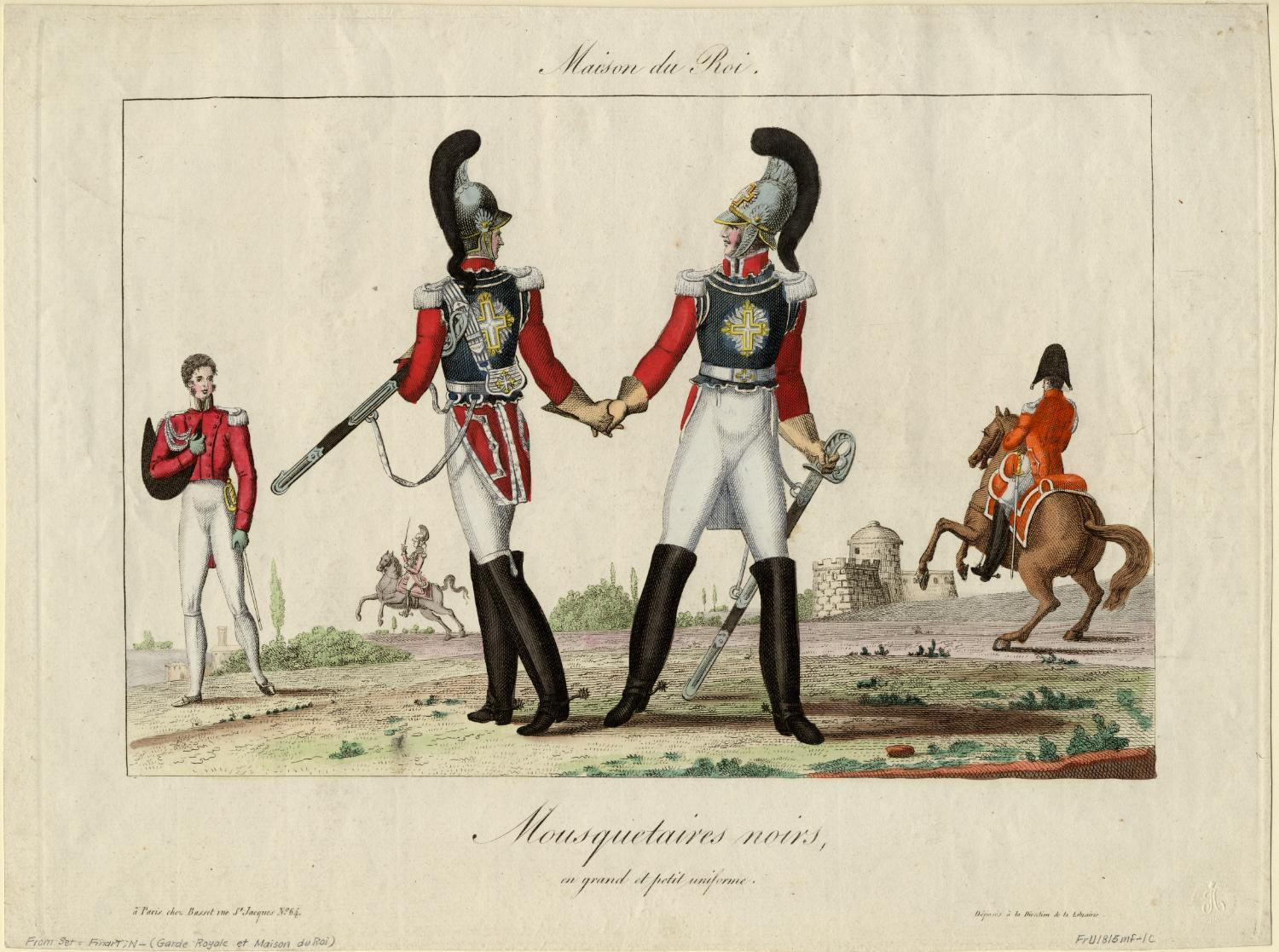
Чёрные мушкетёры в повседневной форме, гравюра с акварели Ноэля Дьедонне Финара (1815)
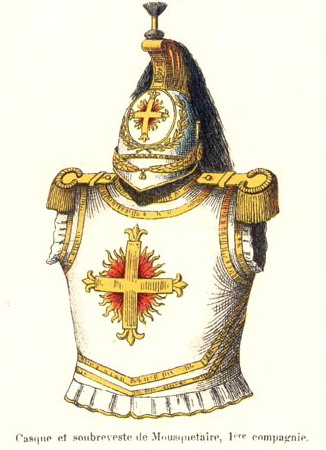
Каска и супервест королевских мушкетёров 1-й роты, 1814—1816. Художник Рене Юмбер. (1902).

## Командиры мушкетёрских рот

### Командиры Мушкетёров гвардии в составе Роты лёгких всадников (1622—1629)
- 1622—1627 гг. — Шарль де Берар, маркиз де Монтале, барон д’Але. Лейтенант Роты лёгких всадников.
- 1627—1629 гг. — Луи де Берар де Монтале Вистрик. Племянник маркиза де Монтале. Лейтенант Роты лёгких всадников.

### Капитан-лейтенанты Роты Мушкетёров гвардии (1629—1646)
- 1629—1632 гг. — Луи де Берар де Монтале Вистрик.
- 1632—1634 гг. — Жан де Вьейшастель, сеньор де Монталан.
- 1634—1646 гг. — Жан Арно дю Пейре, шевалье де Тревиль (граф де Тревиль).

### Капитан-лейтенанты I Роты (1657—1776)
- 1657—1667 гг. — Филипп Жюльен Манчини Мазарини, герцог де Невер и де Донзи.
- 1667—1667 гг. — Шарль де Бац, де Кастельмор, шевалье д’Артаньян (граф де Кастельмор).
- 1667—1684 гг. — Луи де Форбен (по прозвищу бальи де Форбен).
- 1684—1716 гг. — Луи де Мелен, маркиз де Мопертюи.
- 1716—1729 гг. — Жозеф де Монтескью, шевалье д’Артаньян (граф д’Артаньян).
- 1729—1736 гг. — Луи де Банн, шевалье д’Авежан (граф д’Авежан).
- 1736—1767 гг. — Пьер-Жозеф Шапель, маркиз де Жюмильяк.
- 1767—1776 гг. — Франсуа де Порталес, шевалье де ла Шез (граф де ла Шез).

### Капитан-лейтенанты II Роты (1660—1776)
- 1660—1665 гг. — Месье Раймонд Франсуа де Марсак (М. де Марсак).
- 1665—1672 гг. — Эдуард-Франсуа Кольбер, граф де Молеврие.
- 1672—1674 гг. — Франсуа де Курво, граф де Монброн.
- 1674—1692 гг. — Анри де Офей, маркиз де Жонвель.
- 1692—1716 гг. — Жан де Гард д’Агу, маркиз де Вен.
- 1716—1724 гг. — Жан де Монбуасье-Бофор, граф де Канильяк.
- 1724-1729 гг. — вакансия капитан-лейтенанта роты не закрыта.
- 1729—1754 гг. — Филипп-Клод де Монбуасье-Бофор, маркиз де Монбуасье.
- 1754—1766 гг. — Жозеф Ив Тибо Гиацинт, маркиз де ла Ривьер.
- 1766—1776 гг. — Филипп Клод де Монбуасье-Бофор-Каниллак, граф де Монбуасье.

### Капитан-лейтенанты Рот (1814—1816)
- I Рота — Этьен Мария Антуан Шампьон де Нансути
- II Рота — Аделаид Блез Франсуа Ле Льевр Ла Гранж де Фуриль

## Марши мушкетёров
- Марш мушкетёров Жана-Батиста Люлли
- Марш чёрных мушкетёров